# 잉걸불

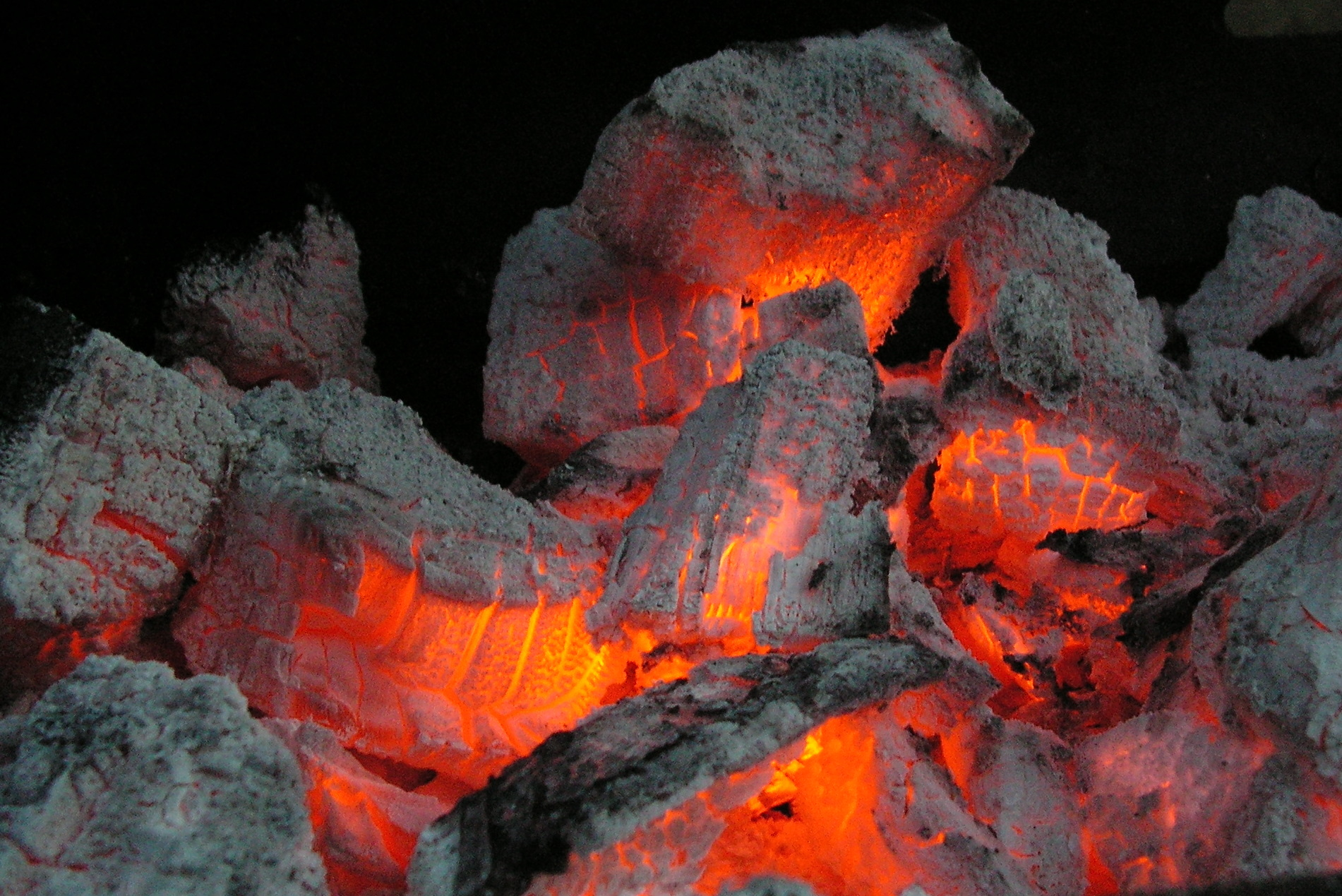

잉걸불, 불잉걸은 크게 가열된 나무, 석탄 또는 기타 탄소 기반 물질로 구성된 연기가 나는 고체 연료의 뜨거운 덩어리로, 일반적으로 빛을 발한다. 잉걸불은 화재 내부에 존재할 수 있고, 화재 이후에 남아 있거나 때로는 화재 이전에 존재할 수 있다. 어떤 경우에는 잉걸불이 잉걸불을 만들어낸 불만큼 뜨겁다. 화재가 진압된 후에도 오랜 시간 동안 상당한 양의 열을 방출하며 적절하게 관리하지 않으면 완전히 진압된 것으로 생각되었던 화재가 다시 발생하여 화재 위험을 초래할 수 있다. 실수로 불이 번지는 위험을 피하기 위해 많은 캠핑객들은 잉걸불에 물을 붓거나 흙으로 덮어두는 경우가 많다. 또는 불이 꺼진 후 불을 다시 지을 필요 없이 잉걸불을 다시 켜는 데 사용할 수 있다. 기존 벽난로에서는 불이 꺼진 후 최대 12시간까지 쉽게 불을 다시 붙일 수 있다.
숯불바비큐 등의 요리에 자주 사용된다. 이는 잉걸불이 방출하는 열에 따라 지속적으로 변화하는 모닥불과 달리 잉걸불이 더 일관된 형태의 열을 방출하기 때문이다.